# Enicospilus yezoensis
Enicospilus yezoensis là một loài tò vò trong họ Ichneumonidae.